# Gianluca Paparesta
Gianluca Paparesta (ur. 25 maja 1969 w Bari) włoski sędzia piłkarski. W 2006 roku wyszło na jaw, że był zamieszany w Aferę Calciopoli i od tamtego czasu nie sędziował żadnego meczu.
Nigdy nie sędziował na Mistrzostwach Świata ani na Mistrzostwach Europy, rozstrzygał jednak w dziewięciu meczach Pucharu UEFA.